# Калацеа (Бихор)
Калацеа (рум. Călățea) насеље је у Румунији у округу Бихор у општини Аштилеу. Oпштина се налази на надморској висини од 409 m.

## Становништво
Према подацима из 2002. године у насељу је живело 835 становника, од којих су сви румунске националности.